# Werner Göritz
Le titre de cet article contient le caractère ö. Quand celui-ci n'est pas disponible ou n'est pas désiré, le titre de l'article peut être représenté comme Werner Goeritz.
Werner Göritz (9 mars 1892 à Brunswick – 27 mai 1958 à Bad Tölz) est un Generalleutnant allemand qui a servi dans la Heer au sein de la Wehrmacht pendant la Seconde Guerre mondiale.
Il a été récipiendaire de la croix de chevalier de la Croix de fer. Cette décoration est attribuée pour récompenser un acte d'une extrême bravoure sur le champ de bataille ou un commandement militaire avec succès.

## Biographie
Après avoir été cadet, Werner Göritz rejoint le 14 mars 1910 le 169e régiment d'infanterie en tant que porte-drapeau. Le 12 juin 1918, Werner devient chef de compagnie du 111e régiment d'infanterie puis le 18 juillet de la même année, chef du 3e bataillon du 170e régiment d'infanterie.
Werner Göritz est fait prisonnier en mai 1945 et est relâché en juin 1945.

## Décorations
- Croix de fer (1914)
  - 2e classe
  - 1re classe
- Insigne des blessés (1914)
  - en Noir
- Croix de chevalier de l'ordre du Lion de Zaeringen 2e classe avec glaives
- Croix d'honneur
- Médaille des Sudètes
- Agrafe de la Croix de fer (1939)
  - 2e classe
  - 1re classe
- Médaille du Front de l'Est
- Croix allemande en Or (14 février 1943)
- Croix de chevalier de la Croix de fer
  - Croix de chevalier le 6 novembre 1943 en tant que Generalleutnant et commandant de la 291. Infanterie-Division[1]